# (38569) 1999 VO198
1999 VO198 (asteroide 38569) é um asteroide da cintura principal. Possui uma excentricidade de 0.08694390 e uma inclinação de 10.18594º.
Este asteroide foi descoberto no dia 3 de novembro de 1999 por CSS em Catalina.